# Bruno Génésio
Bruno Génésio (Lyon, 1 de setembro de 1966) é um treinador e ex-futebolista francês que atuava como meio-campista. Atualmente comanda o LOSC Lille.

## Carreira

### Como jogador
Foi no Lyon que Génésio teve maior destaque em sua carreira de jogador, iniciada em 1985. Em dez anos pelo Les Gones, foram 171 jogos e 12 gols marcados. Entre 1993 e 1994 foi emprestado ao Nice, atuando em 34 partidas. Deixou os gramados em 1996, quando jogava pelo Martigues.

### Como treinador
No ano de 1997, Génésio estreou como técnico das categorias de base do modesto L'Arbresle. Dois anos depois comandaria o Villefranche por duas temporadas, naquela que seria a primeira incursão dele como treinador de uma equipe principal. Passou ainda pelo Besançon, entre 2001 e 2006, como auxiliar-técnico e como treinador principal.
Retornou ao Lyon em 2007, inicialmente para comandar as categorias de base. Na temporada 2009–10 foi promovido a técnico da equipe de reservas, que disputa o CFA, a quarta divisão do futebol francês. Alçado ao cargo de auxiliar de Rémi Garde a partir de 2011, permaneceu no posto até 2015, quando, com a demissão de Hubert Fournier, foi promovido ao comando técnico do Lyon em dezembro. Ao assumir o cargo, Génésio encontrou o Lyon na 9ª posição, mas ainda assim levou o clube ao vice-campeonato. Teve seu contrato renovado em junho de 2016.
Em 2019 foi contratado pelo Beijing Guoan, que disputa a Superliga Chinesa. Deixou a equipe equipe dois anos depois, e no dia 4 de março de 2021 foi anunciado pelo Rennes.

## Títulos

### Como jogador
Lyon
- Ligue 2: 1988–89

Nice
- Ligue 2: 1993–94

### Prêmios individuais
- Treinador do ano da Ligue 1: 2021–22[4]